# ウェン・ウィー・ワー・ヤング
「ウェン・ウィー・ワー・ヤング」（"When We Were Young"）はイギリスのポップ・グループ、テイク・ザットのシングルである。『三銃士/王妃の首飾りとダ・ヴィンチの飛行船』のテーマソングでもある。リード・ボーカルはロビー・ウィリアムズとゲイリー・バーロウ。
2011年6月10日に発売されたEP『プログレスド』の1曲目として、8月22日よりイギリスでデジタル・ダウンロード版が発売された。

## 背景
2011年7月7日、「ラヴ・ラヴ」に続く次の『プログレスド』からのシングルは「ウェン・ウィー・ワー・ヤング」になること、この曲が10月公開の映画『三銃士/王妃の首飾りとダ・ヴィンチの飛行船』のテーマソングとなることが発表される。テイク・ザットにとって3曲目の映画に提供する楽曲である。
この曲はメンバーが試写室で映画を鑑賞した後に作られたことをゲイリー・バーロウが明かしている。またバーロウは「この映画は視覚的にとても豊かで美しく、そこに音楽的に沿わせることが自分たちにとっての挑戦だった。そのためにギター、本物のピアノ、昔ながらの楽曲構成に立ち返ることにした。また『三銃士～』はテイク・ザットのメンバーの関係も思い出させた」とも語っている。

## ミュージックビデオ
ビデオは2011年7月14日に公開された。映像は全編白黒で、プログレス・ライヴが実際に終わった後の空になったウェンブリー・スタジアムで撮影された。また映画の映像も含まれたバージョンも後に公開された。
メンバーはそれぞれ別の場所で歌っており、ロビー・ウィリアムズはBステージの上で寝そべり宙を舞うティッカー・テープを掴もうとし、ゲイリー・バーロウは座席に座りステージを見下ろしながら歌い、マーク・オーウェン、ジェイソン・オレンジ、ハワード・ドナルドの3人はそれぞれ別々に夜が近付くスタジアムを見回している。ビデオの最後で5人は集まりライブの小道具の前で歌い、歌い終わった後には全員が手を繋ぎ観客席の方に向かってお辞儀をする。

## トラックリスト
- デジタル・ダウンロード

1. "When We Were Young" (Album Version) - 4:34

- プロモーション・シングル[3]

1. "When We Were Young" (Single Version) - 4:06
2. "When We Were Young" (Single Instrumental) - 4:05

- iTunes[4]

1. "When We Were Young" - 4:34
2. "When We Were Young" (Music Video) - 4:51

## チャート
| チャート (2011)                  | 最高 順位 |
| -------------------------------- | --------- |
| イギリス（全英シングルチャート） | 88        |